# Presentazione della Vergine al Tempio (Fra Carnevale)
La Presentazione della Vergine al Tempio è un'opera, olio e tempera su tavola, (146,4x96,5 cm), di Fra Carnevale, dipinta verso il 1467 e conservata al Museum of Fine Arts di Boston. È una delle due Tavole Barberini già appartenenti alla Collezione Barberini di Roma.

## Descrizione
Il dipinto mostra apparentemente una scena di vita quotidiana dominata dalla mole di un maestoso edificio rinascimentale nel quale si avverte d'acchito la lezione di Leon Battista Alberti. La disposizione rigorosa dell'impianto prospettico porta subito l'attenzione dell'osservatore sulla galleria di eleganti colonne con capitelli ionici che - sormontate da archi a tutto sesto -  compongono la navata centrale dell'edificio. Esse reggono una trabeazione con belle modanature, sulla quale poggia un ordine superiore di finestre rettangolari che corrono lungo tutta la navata e lasciano scorgere altre aperture che danno verso l'esterno, sul lato sinistro dell'edificio. Una copertura lignea, fatta di travi tra loro incernierate, completa in alto lo scorcio della navata. Un tramezzo che non tocca l'altezza delle colonne, con archi, colonnine addossate, nicchie e fregi decorativi lascia scorgere, al di là di esso, una parte dell'abside.
Abbandonando per un attimo la suggestione prospettica delle colonne interne, lo sguardo si concentra - tra una molteplicità di figure che popolano la pavimentazione antistante - sulla facciata rinascimentale dell'edificio. La tavola lascia intravedere l'apertura delle due navate laterali: quella di sinistra, nascosta nella penombra, sormontata da un'ampia cornice e da un bassorilievo con la raffigurazione di due dame (forse Maria ed Elisabetta nella scena della Visitazione) che si abbracciano sotto lo sguardo delle loro ancelle; quella di destra, che si vede appena, è pur essa sormontata da un bassorilievo (con un soggetto che non si lascia indovinare).
È sull'ingresso centrale che si addensa la luce del dipinto e che l'artista vuole condurre al centro dell'attenzione perché l'osservatore possa condividere con lui il piacere delle armonie dell'estetica rinascimentale, con il raffinato recupero della classicità della Roma antica. Vuole che si ammiri l'atrio, con le sue due colonne di marmo policromo poggianti su alti plinti con figure profane (rispettivamente una fanciulla danzante e un satiro che provvede a far musica) che reggono mensole ornate da bucrani, poi l'arco del portale, retto da pilastri incorniciati da lesene e ornato da medaglioni, e infine, al di sopra dell'arco, la ricca trabeazione ornata da una ghirlanda di cornucopie e di fronde che si raccorda con quella che corre su tutta la facciata dell'edificio.
Verso la sommità del quadro si trovano un altro fregio e ampie mensole che sormontano i due bucrani e che reggono, incorniciate da una misteriosa area di luce, le statue (forse anch'essi dei bassorilievi) dell'Angelo annunziante e della Vergine annunziata.
Ma ancora non si è al coronamento dell'edificio, poiché esso sembra (come un'eco del Palazzo Ducale di Urbino) voler proseguire illimitatamente verso l'alto, con pareti murarie lasciate in penombra.
Di quale edificio si tratta? Proprio le statue dell’Annunciazione – a dispetto dei motivi profani del satiro e della fanciulla che danza – suggeriscono che si tratti di un luogo di culto. Se si aguzza la vista e si esplorano le nicchie del tramezzo, si scopre che una di esse è una cappella, con tanto di altare sormontato da un polittico gotico nel quale si riescono a intuire figure di santi (segno di una vena artistica dell'autore che si lascia suggestionare dal gusto fiammingo per la rappresentazione lenticolare dei dettagli). Al termine della navata, nel catino dell'abside ancora si scorge pure un brano dell'altare maggiore con un altro polittico e, accanto, figurine che danno l'idea di essere ministri del culto.
Il fatto di trovarsi in una chiesa contrasta con le figure che ne popolano l'interno e che non paiono affatto muoversi in atteggiamento devoto. Sulla sinistra è possibile scorgere un giovane biondo, il cui abito corrisponde alla moda della metà del XV secolo: un farsetto a pieghe in velluto rosso indossato sopra una calzamaglia nera; se ne sta pigramente appoggiato, in attesa non si sa di chi o di che cosa, al pilastro dell'arco di ingresso. Più avanti, oltrepassata la superba anfora d'argento che troneggia al centro della navata, seminascoste dal plinto con la figura del satiro, si trovano due figure di anziani con barba, intabarrate in manti con cappuccio color ocra. Ancora, vicino a una colonna sulla sinistra, si scorgono due giovani con cappelli di foggia diversa che è possibile descrivere – con la dovuta cautela – come intenti a scambiarsi un gentile segno di amicizia. Altri giovani conversano in mezzo alla navata, altri sembrano aver fretta di tornare verso l'arco di ingresso; mentre un'altra figura maschile, con a fianco un cane, sta ormai lasciando l'edificio da una porta laterale.
In secondo piano, dunque, non si vedono figure femminili e i personaggi non sembrano in atteggiamento devoto, ma sembrano piuttosto badare agli affari propri. L'osservazione che sorge naturale a questo punto è che l'elegante edificio rinascimentale non sia propriamente una chiesa nel senso stretto del termine, ma “il tempio” di cui si parla nelle antiche scritture. Va ricordato infatti come esso possa essere stato adibito anche ad attività profane, al punto che Gesù Cristo - secondo le sacre scritture - dovette intervenire per scacciarvi i mercanti.
Le incongruenze - o meglio, gli anacronismi iconografici che è stato possibile scorgere nell'opera di Fra Carnevale (la scena dell'Annunciazione, i polittici con i santi della cristianità) - tuttavia non sorprendono, in quanto l'arte pittorica è stata caratterizzata da sempre da una libertà espressiva dei dipinti sacri. Ove, ad esempio, la presenza di un crocifisso nella scena della Natività non rappresenta una incoerenza temporale, ma è semmai il segno di un disegno soprannaturale che deve compiersi (liber scriptus proferetur, in quo totum continetur).
Conviene dunque, per comprendere a fondo il soggetto del quadro, osservare cosa sta succedendo all'esterno del tempio, nella piazza pavimentata a specchiature rettangolari posta sotto i tre gradini marmorei che portano al tempio. Si nota anzitutto la presenza di tre mendicanti assisi sul pavimento, nudi, dai corpi smagriti: uno, più giovane, se ne sta mesto e sonnecchiante; l'altro canuto e con una folta barba, è intento a ordinare le sue misere cose, mentre il terzo, seminascosto dal primo, pare voler riguadagnare a fatica la posizione eretta.
La scena tuttavia non muove a compassione, poiché i corpi, per quanto smagriti, non sono miserevolmente emaciati, né hanno segno mutilazione o di storpiatura alcuna. Nulla infatti, nell'idea dell'autore, deve turbare l'armonia del luogo.
Come a suggellare il primato dell'eleganza, dinnanzi ai tre mendichi si trova accovacciato un superbo levriero, il cane preferito nelle corti rinascimentali: si tratta di una citazione, quasi testuale, dell'affresco di Piero della Francesca nel tempio malatestiano di Rimini. Solo una delle tre figure che stanno dinnanzi alla porta laterale sinistra sembra forse badare ai mendicanti, mentre le altre due si fronteggiano, ieratiche e misteriose, avvolte nei loro mantelli.
Per ultimo - in questa analisi - va lasciato il gruppo principale di personaggi, in primo piano rispetto alle specchiature policrome della piazza. Posto sulla destra del quadro, il gruppo occupa il proscenio del tempio e lascia intuire che su di esso sta il senso vero della scena. Si vede una giovinetta con i bei capelli biondi finemente acconciati: è posta di schiena, la testa girata di tre quarti, con una lunga sopravveste color turchino, con scollatura ovale, legata in alto sulla vita da una cinta marrone, con grandi maniche ricadenti. Presso di lei, di profilo, una dama di alto rango, con una sopravveste verde ad ampio strascico che lascia scorgere maniche turchine ed una veste color ruggine. Procedendo a tentoni, è possibile congetturare che possa essere la mamma della fanciulla, in aspetto ancor giovanile.
Più maestose, e non solo per effetto della prospettiva, stanno da presso quattro dame intabarrate sin sopra il capo nei loro ampi mantelli, tutti di diverso colore: due sono rivolte verso la fanciulla e la dama d'accanto, una terza, con lo sguardo mesto, sembra voler starsene in disparte, mentre la quarta volta completamente le spalle per poter forse interloquire con i due eleganti giovinetti che chiudono il gruppo: questi ultimi sono vestiti con berretti alla moda, con stole e con una lunga guarnacca pieghettata.

## Il soggetto
È da considerare che se questa tavola - assieme all'altra tavola Barberini con la scena della “Natività della Vergine” – si trovava in Santa Maria della Bella a Urbino. Il soggetto deve dunque essere religioso. Chi altri potrebbe allora essere infatti la fanciulla se non ancora la Vergine? Vengono così in mente tutti gli episodi della vita di Maria, come sono raccontati dai Vangeli apocrifi.
“La presentazione di Maria al tempio” è il titolo che tradizionalmente si è accettato per il quadro, andando per esclusione, scartando altri soggetti proposti (come ad esempio “Lo Sposalizio della Vergine”) che sembrano meno probabili.
Molte cose però non quadrano: i Vangeli parlano della presentazione avvenuta all'età di tre anni, mentre la giovinetta è una adolescente ormai in età di maritarsi; ci si aspetterebbe inoltre di poter riconoscere nel quadro il Sommo Sacerdote, protagonista assoluto della scena, che invece non si vede per nulla. Fra Carnevale sembra aver voluto affidare un'immagine del tutto estranea alle consuetudini iconografiche del tempo; un'immagine che può essere letta come scena sia profana, sia religiosa, quasi a sottolineare da parte sua – lui, uomo di chiesa - che il recupero di una concezione umanistica del mondo, assieme alla rinascita della eleganza estetica della classicità romana, può arrivare a trascendere la consueta e financo abusata funzione pedagogica dell'arte sacra.